# Guerras romano-sabinas

Mapa da região central da Itália, onde viviam romanos, sabinos, veios e etruscos.

As guerras romano-sabinas foram uma série de guerras travadas durante o período inicial da expansão da Roma Antiga pela Itália central contra seus vizinhos do norte, os sabinos. Os eventos ocorridos antes da fundação da República Romana, em 509 a.C., são de natureza semi-lendária.

## Período monárquico

### Rapto das Sabinas

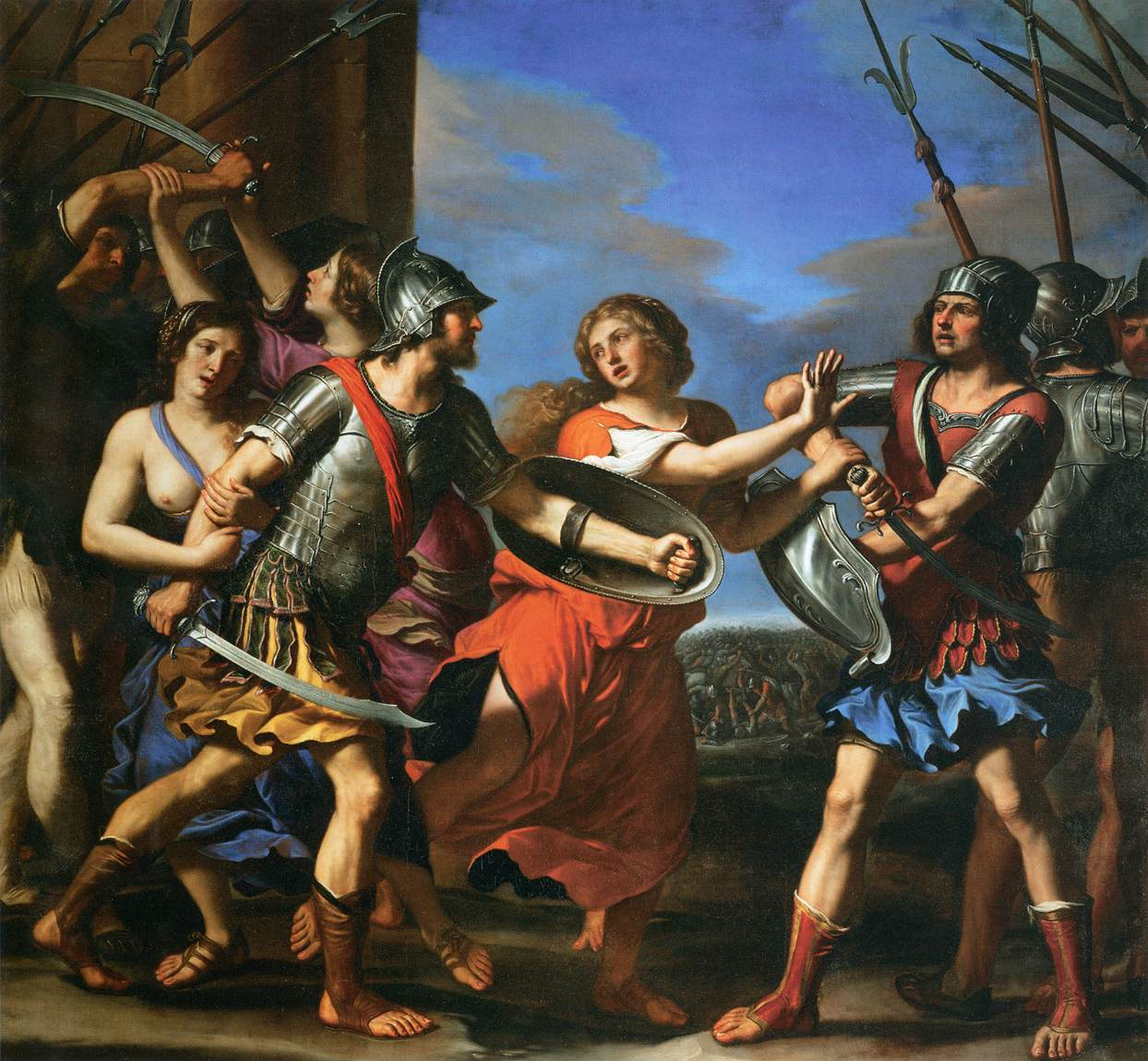
Hercília, uma das sabinas raptadas, separando Rômulo e Tito Tácio, rei dos sabinos.
1645. Por Guercino, no Louvre, em Paris.

Narrada por Lívio e Plutarco, o rapto teria acontecido no início da história de Roma, logo após sua fundação por Rômulo e seus seguidores, em sua maior parte homens. À procura de esposas com quem pudessem formar famílias, os romanos negociaram, sem sucesso, com os sabinos, que haviam povoado a região anteriormente. Rômulo inventou então um festival em homenagem a Netuno Equestre, e proclamou-o aos povos vizinhos de Roma. De acordo com Lívio, muitos habitantes destes povoados vizinhos compareceram ao festival, incluindo os ceninenses, os crustumerinos e os antêmnas, bem como muitos dos sabinos. Durante o festival Rômulo deu um sinal, indicando a seus conterrâneos que era hora de capturar as mulheres sabinas, o que eles fizeram, enquanto combatiam os homens. Lívio é claro em afirmar que não houve abuso sexual da parte dos romanos; pelo contrário, Rômulo ofereceu-lhes liberdade de escolha, prometendo-lhes direitos civis e de propriedade.
Furioso com o ocorrido, o rei dos ceninenses invadiu o território de Roma com seu exército. Rômulo e os romanos os enfrentaram em combate, assassinando o rei e derrotando suas tropas. Em seguida Rômulo atacou a cidade de Cenina e a conquistou já na primeira tentativa. De acordo com os Fastos Triunfais, Rômulo teria celebrado um triunfo sobre os ceninenses em 1 de março de 752 a.C.. O mesmo destino teve os antemnos e crustumerinos tiveram o mesmo destino.
Os sabinos também entraram em guerra contra os romanos, liderados por seu rei, Tito Tácio. Quando Tácio atacou Roma, ele quase conseguiu capturar a cidade devido à traição de Tarpeia, filha de Espúrio Tarpeio, governador da cidadela do Capitolino, o Capitólio. Tarpeia abriu os portões da cidade para os sabinos em troca "do que eles portavam em seus braços", o que ela acreditava serem os braceletes de ouro usados por eles. Em troca, os sabinos esmagaram-na até a morte com seus escudos e em seguida a arremessaram de cima da rocha que posteriormente passou a levar o seu nome, a Rocha Tarpeia.
As forças romanas atacaram os sabinos, que agora tinham posse da cidadela. O avanço romano foi liderado por Hosto Hostílio, enquanto os sabinos eram comandados por Meto Cúrcio. Quando Hostílio foi morto, a linha de frente romana recuou até as portas do Palatium (Palatino); lá, Rômulo reuniu seus homens e, prometendo construir um templo de Júpiter Estator naquele local, conduziu os romanos de volta à batalha. Na sequência do combate, Meto Cúrcio foi derrubado de seu cavalo e fugiu da batalha; os romanos conquistaram a vantagem, até que a um certo ponto as mulheres sabinas intervieram na batalha, tentando reconciliar os dois lados. Depois disto, os sabinos concordaram em formar uma nação única com os romanos, e o rei sabino, Tito Tácio, passou a governar Roma juntamente com Rômulo até a sua morte, cinco anos mais tarde.
Os novos habitantes sabinos de Roma passaram a viver no Capitólio.

### Guerra contra Tulo Hostílio
No século VII a.C., durante o reinado do terceiro rei de Roma, Tulo Hostílio, os sabinos e os romanos novamente se desentenderam. Os pretextos para a guera foram, do lado romano, que um grupo de comerciantes romanos havia sido preso pelos sabinos num mercado perto do famoso "Lucus Feroniae" e, do lado sabino, que um grupo de sabinos também estava preso em Roma. Estes buscaram e conseguiram a ajuda de alguns voluntários de Veios, embora o governo desta cidade não tenha sancionado oficialmente a ajuda, mantendo-se fiel à paz previamente acordada com Rômulo.
Tulo invadiu o território sabino e encontrou suas forças numa floresta chamada "Malitiosa". O exército romano era superior, tanto na infantaria quanto na cavalaria. Em particular, a cavalaria havia sido recentemente ampliada pelo acréscimo de dez novas turmas de equestres de Alba Longa, que haviam migrado para Roma. Os romanos venceram a batalha depois que uma carga de cavalaria rompeu as linhas sabinas, desorganizando seu exército. Os sabinos sofreram pesadas perdas durante a retirada.

### Guerra contra Anco Márcio
Segundo os Fastos Triunfais, o quarto rei de Roma, Anco Márcio, celebrou um triunfo por uma vitória sobre os sabinos e os veios no século VII a.C..

### Guerra contra Tarquínio Prisco

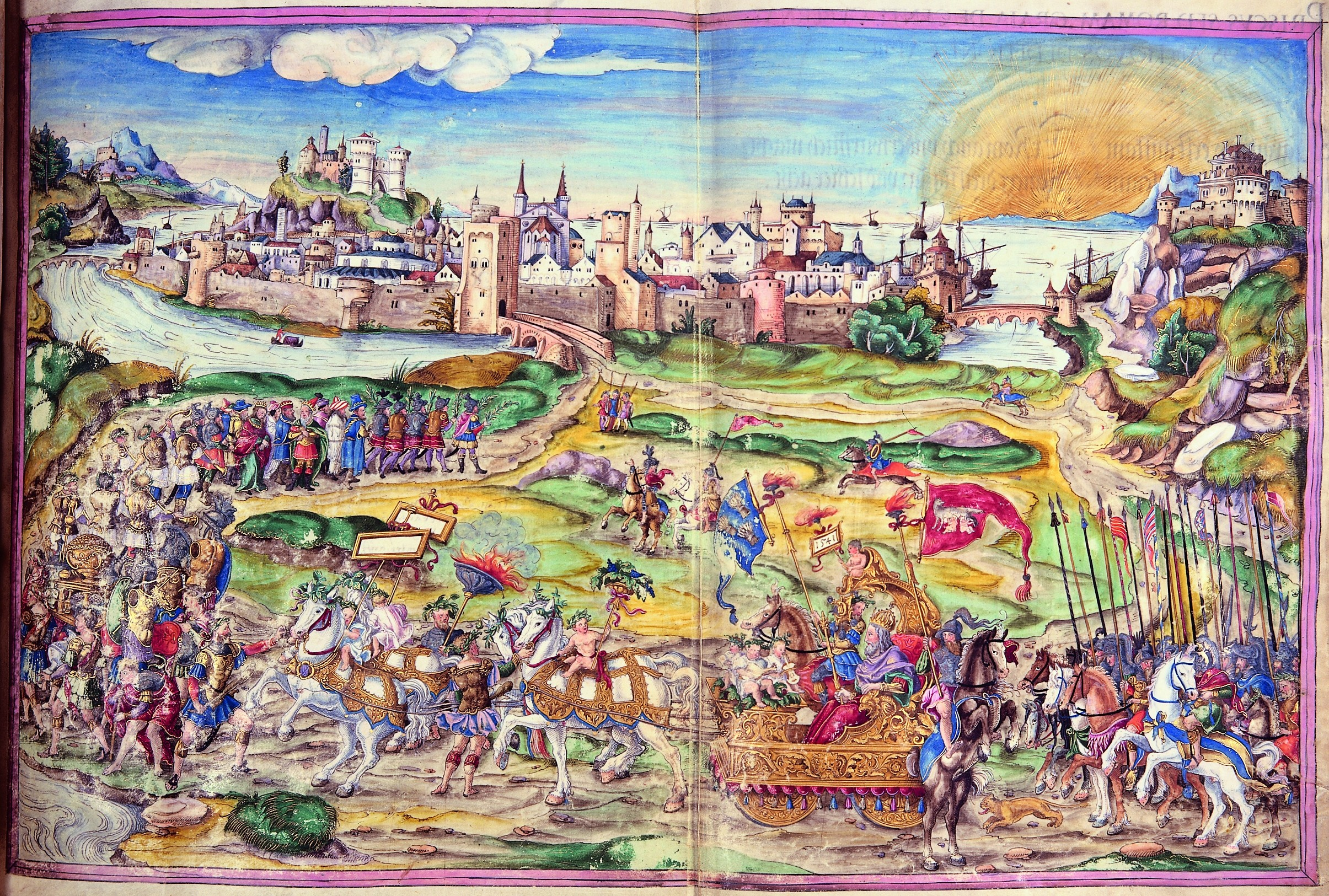
Triunfo de Tarquínio Prisco.
1541. Iluminura medieval (Eton College Library Bd. 1, MS 92, Bl. 49).

No início do século VI a.C., durante o reinado do quinto rei de Roma, Tarquínio Prisco, os sabinos atacaram Roma. Tarquínio estava se preparando para construir uma muralha para proteger a cidade, mas os sabinos, depois de já terem cruzado o rio Ânio, forçou o rei a abandonar seus planos para se preparar para o ataque. Lívio relata que o confronto inicial, embora sangrento, não resultou em vitória para nenhuma das duas forças.
Os sabinos recuaram para o seu acampamento, o que deu aos romanos tempo suficiente para alistar mais tropas. Tarquínio, acreditando que a fraqueza militar de Roma estava na falta de cavaleiros, dobrou o número de equestres.
Uma segunda batalha se seguiu. Os romanos, com o objetivo de bloquear qualquer tentativa de fuga, enviou balsas com troncos queimando rio abaixo pelo Ânio para incendiar a ponte de madeira. Na batalha, a infantaria sabina pressionou os romanos e parecia estar vencendo no centro. Porém, a cavalaria romana flanqueou a infantaria sabina e a destruiu. Muitos sabinos não conseguiram escapar com suas vidas, tanto por causa da perseguição da cavalaria quanto pela destruição da ponte. Alguns se afogaram no Ânio tentando nadar; seus corpos boiaram rio abaixo até o Tibre e através de Roma, o que permitiu que os romanos soubessem do desfecho do combate mesmo antes das notícias chegarem à cidade.
Tarquínio estava determinado a aproveitar-se da vitória. Ele primeiro empilhou e queimou todos os espólios que ele havia jurado a Vulcano e enviou de volta a Roma os prisioneiros e o resultado do saque. Em seguida, seguiu com o exército até o território sabino. Eles conseguiram alistar rapidamente uma força defensiva, mas foram derrotados novamente e pediram a paz.
A cidade Sabina de Collatia, com seu território e sua população, foi anexada pelos romanos. Lívio preservou o texto da rendição. Arruns Tarquínio, o sobrinho do rei, foi encarregado da cidade com uma guarnição e Tarquínio retornou a Roma para celebrar um triunfo. Segundo os Fastos Triunfais, a data do triunfo foi 13 de setembro de 585 a.C..

### Guerra contra Tarquínio Soberbo
Segundo os Fastos Triunfais, o último rei de Roma, Tarquínio Soberbo, celebrou um triunfo por uma vitória sobre os sabinos.

## Período republicano

### Guerras contra a nascente república (505-4 a.C.)
A queda da monarquia romana deixou os sabinos numa situação política ambígua em relação a Roma, pois seus tratados haviam sido firmados com os reis, que já não existiam mais.
Segundo o historiador Dionísio de Halicarnasso, foi nesta situação que se inseriu Sexto Tarquínio (a não ser que ele tenha sido assassinado antes em Gabii), cujo estupro de Lucrécia havia deflagrada a revolução. Ele convenceu os sabinos que eles deveriam ajudar a restaurar a monarquia em Roma. Com este objetivo, os sabinos marcharam contra Roma e foram rapidamente derrotados. Sexto (ou o próprio Soberbo), com o argumento de que o exército sabino tinha problemas de gestão, trouxe forças de Fidenas e Caméria para ajudar os sabinos, que ficaram tão impressionados com sua confiança, seus aliados e sua análise da situação que o nomearam ditador e votaram por uma guerra total contra Roma.

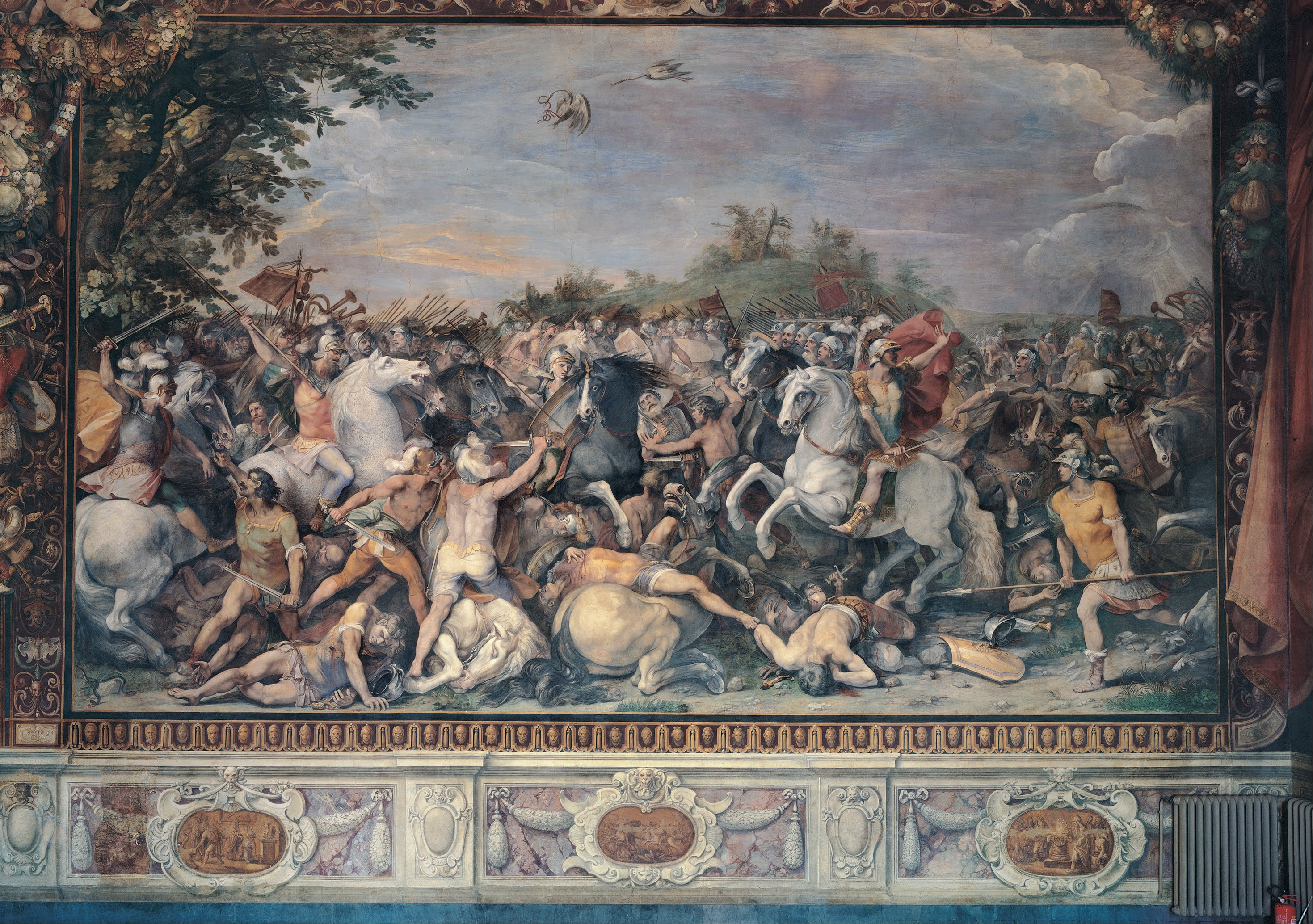
Batalha contra Fidenas e Veios.
Entre 1598 e 1601. Afresco de Cavaliere d'Arpino nos Museus Capitolinos.

Lívio na cita o envolvimento de um membro dos Tarquínios nesta guerra e conta que as hostilidades começaram entre Roma e os sabinos em 505 a.C.. Os romanos foram vitoriosos e um triunfo foi concedido aos cônsules Marco Valério Voluso e Públio Postúmio Tuberto.
No ano seguinte, as hostilidades aumentaram. Os cônsules eleitos eram Públio Valério Publícola (pela quarta vez) e Tito Lucrécio Tricipitino (pela segunda). Segundo Lívio, a ameaça de guerra contra os sabinos levou à eleição destes dois cônsules muito experientes militarmente. Segundo Dionísio, os sabinos marcharam contra Roma e pararam diante do rio Ânio, de frente para as tropas consulares, que estavam na outra margem, com um acampamento perto de Fidenas e outro na cidade. O acampamento de Publícola estava mais perto dos sabinos, em campo aberto, e o de Tricipitino, numa colina.
Os dois concordam que foi durante esta guerra que Átio Clauso, conhecido depois como Ápio Cláudio, abandonou os sabinos e mudou-se para Roma com toda a sua família e seus clientes, incluindo aproximadamente 500 guerreiros. Os romanos deram uma cadeira no Senado a Cláudio e concederam cidadania e terras na outra margem do Ânio ao seu grupo. Segundo Dionísio, os romanos prometeram-lhe terras além do rio Ânio, perto de Fidenas, e tudo o que eles tinham que fazer era tomar a cidade dos findenatos. Segundo Lívio, Cláudio era parte de uma facção entre os sabinos que advogava pela paz com Roma e que, quando começou a guerra, fugiu de Régilo para Roma. 
Segundo Dionísio, o plano de Tarquínio era lançar um ataque noturno ao acampamento de Valério Publícola, tapando o fosse e escalando o muro. As tropas em Fidenas sairiam da cidade e impediriam que Lucrécio viesse ajudar. Porém, um desertor sabino e prisioneiros capturados por uma patrulha da cavalaria informaram Valério do plano. Lucrécio foi informado logo em seguida. O ataque veio logo depois da meia noite. Os romanos permitiram que os sabinos aterrassem o fosse e atirassem suas rampas e escadas sobre a muralha para entrar no acampamento, que parecia quieto demais. Em retrospecto, Tarquínio poderia ter adivinhado o perigo representado por esta falta de resistência às operações, que eram barulhentas, e à total falta de sentinelas. Mas ele acreditou que os romanos estavam dormindo, subestimando terrivelmente seus adversários. Os manípulos já estavam em formação e esperando no intervalo que circundava o perímetro interior do castro, invisível na escuridão total. Mas os romanos conseguiam ver o suficiente para assassinar silenciosamente todos os que conseguiam pular a muralha. Com a lua se levantando no céu, as tropas romanas e a pilha de mortos ficaram visíveis para os sabinos, cuja reação foi largar as armas e correr. Como a emboscada não era mais uma surpresa, as tropas romanas gritaram juntas, o que era o sinal pré-acordado para os homens de Lucrécio que estavam na colina. Ele enviou sua cavalaria, que empurrou os distraídos fidenos para uma emboscada e eles todos foram massacrados pela sua infantaria. O exército sabino se desordenou completamente e transformou-se numa fuga desabalada de homens desarmados. Mais de 13 500 foram assassinados e mais 3 200 foram capturados. Fidenas ainda precisava ser capturada (veja guerras romano-etruscas).
Lívio afirma simplesmente que os cônsules invadiram o território Sabino e causaram uma grande devastação antes de derrotarem seu exército. Depois, voltaram para Roma e celebraram um triunfo. Curiosamente, os Fastos Triunfais relata apenas um triunfo, de Valério Publícola, realizado em maio de 504 a.C. por vitórias obtidas tanto sobre sabinos quanto veios.

### Guerra em 503 a.C.
De acordo com os Fastos Triunfais, o cônsul Públio Postúmio Tuberto celebrou uma ovação por causa de uma vitória sobre os sabinos em 3 de abril de 503 a.C. e, no dia seguinte, seu colega, Agripa Menênio Lanato, celebrou um triunfo, também por uma vitória sobre os sabinos.

### Guerra sem Sangue (501 a.C.)

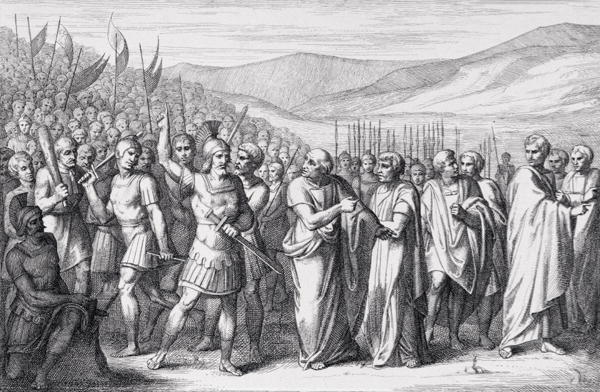
Gravura da primeira secessão da plebe em 494 a.C., uma instabilidade em Roma que foi aproveitada pelos seus vizinhos para uma nova guerra.

Lívio relata que, em 501 a.C., uma escaramuça ocorreu em Roma por causa de um grupo de jovens sabinos que, durante a celebração dos jogos em Roma, tentaram sequestrar algumas prostitutas. Como já havia o medo iminente de uma guerra contra a Liga Latina, Tito Lárcio foi nomeado ditador. Os embaixadores sabinos pediram a paz, mas os romanos se recusaram por causa das contínuas guerras contra Roma, exigiram uma restituição pelos custos da guerra. Os sabinos recusaram e a guerra foi declarada, mas aparentemente nenhuma batalha se seguiu.

### Guerra de Um Dia (495 a.C.)
Em 495 a.C., um exército sabino invadiu o território romano, avançando até o rio Ânio, saqueando tudo no caminho. Notícias da invasão chegaram a Roma e, imediatamente, Aulo Postúmio Albo Regilense, que já havia sido ditador, liderou uma força de cavalaria para enfrentar o inimigo enquanto o cônsul Públio Servílio Prisco Estruto seguiu logo atrás com a infantaria. Os cavaleiros romanos cercaram os soldados sabinos desgarrados e o exército sabino não ofereceu resistência aos romanos assim que se encontraram. A invasão foi derrotada no mesmo que a notícia chegou a Roma.

### Guerra em 494 a.C.
Numa época de forte descontentamento popular em Roma, que levou à primeira secessão da plebe em 494 a.C., volscos, sabinos e équos se revoltaram também. Para enfrentar a ameaça, um ditador foi nomeado, Mânio Valério Máximo. Dez legiões foram formadas, o maior número até então, quatro das quais foram entregues ao ditador para lidar com os sabinos, que eram considerados os mais perigosos entre os vários inimigos.
O ditador marchou para enfrentar os sabinos, mas não se sabe onde ocorreu a batalha. A formação sabina estava em formação tão larga que o centro ficou fraco demais. Valério soube explorar este ponto com uma carga de cavalaria que acabou por romper a linha sabina no local, o que foi rapidamente aproveitado pela infantaria. Os sabinos foram completamente derrotados e fugiram. Os romanos capturaram o acampamento inimigo e declararam vitória nesta batalha que, aparentemente, foi tão importante em seu tempo que sua fama só foi ultrapassada pela Batalha do Lago Régilo.
Valério retornou a Roma e celebrou um triunfo. Adicionalmente, uma cadeira curul foi colocada no Circo Máximo para Valério e seus descendentes assistirem aos jogos.

### Outras citações
Os sabinos participaram da Batalha de Veios, em 475 a.C., como aliados de Veios contra os romanos, mas foram derrotados. Como resultado, tiveram seu território arrasado novamente pelos romanos.